# Phronia rauschi
Phronia rauschi är en tvåvingeart som beskrevs av Eberhard Plassmann 1990. Phronia rauschi ingår i släktet Phronia och familjen svampmyggor.
Artens utbredningsområde är Ungern. Inga underarter finns listade i Catalogue of Life.